# Ратов, Павел Васильевич
Павел Васильевич Ратов (17 [29] июня 1896 — 5 августа 1959) — советский легкоатлет (метание диска, пятиборье), судья всесоюзной категории (1934; 1954), Заслуженный мастер спорта СССР (1946). Тренер, журналист, спортивный организатор. Участник Великой Отечественной войны, капитан административной службы.

## Биография
Стал заниматься лёгкой атлетикой в 1911 году во время учёбы в гимназии. Тренировался в Московском клубе лыжников. Показывал хорошие результаты в легкоатлетическом пятиборье и метании диска. Был одним из первых, кто был удостоен звания судьи всесоюзной категории.
Один из основателей спортивной статистики в СССР. В 1931—1933 годах руководил отделом лёгкой атлетики во Всесоюзном Комитете по делам физической культуры и спорта при Совете народных комиссаров СССР. Был заведующим кабинетом учёта и анализа спортивных достижений ЦНИИФК. В 1920—1930-х годах активно участвовал в издании журналов «Известия физической культуры» и «Красный спорт». В 1955—1959 годах входил в состав редколлегии журнала «Лёгкая атлетика». Участвовал в создании ежегодников по лёгкой атлетике начиная с 1933 года.
Им было собрано большое количество материала по истории лёгкой атлетике в стране. Но его гибель 5 августа 1959 года помешала опубликовать этот материал. Похоронен на Ваганьковском кладбище.

## Известные воспитанники
- Васильева, Евдокия Михайловна (1915—2005) — советская легкоатлетка (бег на средние дистанции), чемпионка и призёр чемпионатов СССР, рекордсменка СССР и мира, Заслуженный мастер спорта СССР (1944).

## Награды
- Орден «Знак Почёта» (27.04.1957) — «за успехи, достигнутые в деле развития массового физкультурного движения в стране, повышения мастерства советских спортсменов, и успешное выступление на международных соревнованиях

## Семья
- Ратов, Игорь Павлович (1929—2000) — сын, учёный в области биомеханики спорта, доктор наук.
- Ратов, Владислав Игоревич (1960—2010) — внук, обладатель Кубка мира, абсолютный чемпион СССР по самбо, Заслуженный мастер спорта России.